# КАПС Юнайтед
«КАПС Юнайтед» — футбольный клуб из Зимбабве, базируется в городе Хараре. Команда в настоящее время играет в ФПЛЗ. Домашние матчи проводит на стадионе «Руфаро», вмещающем 45 000 зрителей.

## Достижения
- ABC Super8 Challenge: 1

2008
- Чемпионат Зимбабве: 5

1979, 1996, 2004, 2005, 2016
- Кубок Зимбабве: 9

1980, 1981, 1982, 1983, 1992, 1997, 1998, 2004, 2008
- Zimbabwean Independence Trophy: 4

1992, 1993, 1996, 1997
- Zimbabwean Charity Shield: 1

1996

## Международные соревнования
- Лига чемпионов КАФ: 3

1997 — Второй раунд
2005 — Первый раунд
2006 — Дисквалифицированы в первом раунде
- Кубок конфедерации КАФ: 2

2009 — Второй раунд
2010 — Второй раунд
- Кубок КАФ: 3

1993 — Первый раунд
1994 — Дисквалифицированы в первом раунде
1998 — Первый раунд
- Кубок обладателей кубков КАФ: 4

1981 — Второй раунд
1982 — Четвертьфинал
1983 — Четвертьфинал
1988 — Первый раунд